# ريتشارد موانزا
ريتشارد موانزا (بالإنجليزية: Richard Mwanza)‏ هو لاعب كرة قدم زامبي في مركز حراسة المرمى، ولد في 5 مايو 1959 في Mufulira ‏ في زامبيا، وتوفي في 27 أبريل 1993 في ليبرفيل في الغابون. شارك مع منتخب زامبيا لكرة القدم. أما مع النوادي، فقد لعب مع نادي كابوي ويراريوز.

## وصلات خارجية
- ريتشارد موانزا على موقع الاتحاد الدولي (مؤرشف)  (الإنجليزية)
- ريتشارد موانزا على موقع ناشيونال فوتبول تيمز (الإنجليزية)
- ريتشارد موانزا على موقع عالم كرة القدم.نت (الإنجليزية)
- ريتشارد موانزا على موقع أوليمبيديا (الإنجليزية)